# Sarah Butler

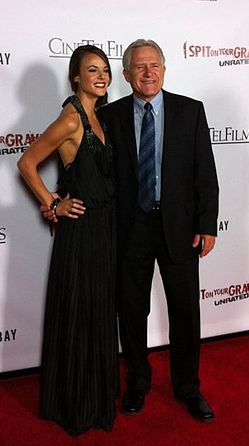
Sarah Butler (2010)

Sarah Butler (* 11. Februar 1985 in Tacoma, Washington) ist eine US-amerikanische Schauspielerin, die vor allem durch ihre Hauptrolle im Rape-and-Revenge-Remake I Spit on Your Grave (2010) bekannt ist.

## Leben und Karriere
Sarah Butler wuchs in Puyallup, einem Vorort ihrer Heimatstadt, auf. Bereits in ihrer Kindheit war sie künstlerisch aktiv, dabei als Chorsängerin im Einsatz und nahm zudem an Gesangswettbewerben teil. Nebenbei spielte sich auch in Laientheatern mit und sammelte davor an ihrer High School, der Governor John R. Rogers High School in Puyallup, weitere schauspielerische Erfahrung. Da sie bereits in jungen Jahren darauf bedacht war in einer großen Millionenstadt wie New York oder Los Angeles zu leben, um dort eine Karriere als Film- und Fernsehschauspielerin zu starten, schaffte sie schließlich 2003 den Sprung nach Los Angeles. Dabei bekam sie das Puyallup Fair Scholarship for the Arts, eine Art Schauspiel-und-Kunst-Stipendium, das mit eintausend US-Dollar dotiert war. Da sie von der New York University nicht aufgenommen wurde, nützte sie ihr Stipendium schließlich für die University of Southern California. Während sie dort zum Teil professionelle Erfahrungen in der Schauspielerei sammeln konnte, spielte sie parallel dazu im Disneyland in Anaheim für eineinhalb Jahre die Prinzessin Belle aus Die Schöne und das Biest. Nach einiger Zeit beschloss sie ihr Studium abzubrechen, da sie keinen wirklichen Sinn mehr in dem Ganzen sah, obgleich sie zuerst nur mit einer längeren Unterbrechung des Studiums rechnete. Einige Zeit später beschloss sie sich wieder der Schauspielerei zu widmen und nahm deshalb an verschiedenen Vorsprechen teil.
Durch eine Talentagentur und einen eigenen Agenten schaffte Butler schließlich den Sprung ins Film- und Fernsehgeschäft und war so 2004 zum ersten Mal in einer nennenswerten Produktion zu sehen. Nach einer Rolle in Love’s a Trip dauerte es beinahe drei Jahre, ehe sie ein weiteres Mal in einer namhaften Produktion zum Einsatz kam. Dabei mimte sie im Film A Couple of White Chicks at the Hairdresser die Assistentin von Marc Gavin, der im Film von Harry Shearer verkörpert wurde. Ebenfalls 2007 folgte schließlich eine weitere Rolle als Jenny im Kurzfilm Tobias_427. Ihren eigentlichen Durchbruch feierte sie allerdings erst ein Jahr später, als sie unter anderem im Syfy-Fernsehfilm Flu Bird Horror eine der Hauptrollen übernahm und zudem auch noch in drei Episoden der Webserie Luke 11:17, bei der Don Stark als Regisseur fungierte, zu sehen war. Nachdem sie im gleichen Jahr noch in einer Folge von CSI: Miami und im darauffolgenden Jahr in einer Episode von CSI: NY zum Einsatz gekommen war, war sie 2009 und 2010 auch in insgesamt vier Episoden von I <3 Vampires zu sehen. Ihre bisher bedeutendste Arbeit wurde schließlich 2010 veröffentlicht. Dabei übernahm sie im Rape-and-Revenge-Remake I Spit on Your Grave, einer Neufassung des im deutschsprachigen Raum unter dem Namen Ich spuck auf dein Grab bekannten Film aus dem Jahre 1978, die Hauptrolle der Jennifer Hills und agierte in dessen Fortsetzung I Spit on Your Grave 3 (2015) abermals in dieser Rolle.

## Filmografie (Auswahl)
- 2004: Love’s a Trip (Fernsehserie)
- 2007: A Couple of White Chicks at the Hairdresser
- 2007: Tobias 427 (Kurzfilm)
- 2008: Flu Bird Horror (Fernsehfilm)
- 2008: Luke 11:17 (Fernsehserie, 3 Episoden)
- 2008: CSI: Miami (Fernsehserie, eine Episode)
- 2009: CSI: NY (Fernsehserie, eine Episode)
- 2009–2010: I Heart Vampires (Webserie, 4 Episoden)
- 2010: I Spit on Your Grave
- 2012: The Philly Kid – Never Back Down (The Philly Kid)
- 2013: Terror Z – Der Tag danach (The Demented)
- 2013: The Stranger Within
- 2014: The Secret – Ein tödliches Geheimnis (Free Fall)
- 2015: I Spit on Your Grave 3 (I Spit on Your Grave III: Vengeance Is Mine)
- 2016: Krankenschwester des Grauens (Nightmare Nurse)
- 2017: Moontrap – Angriffsziel Erde (Moontrap: Target Earth)
- 2017: Eine fatale Affäre – Forbidden Dreams (Infidelity in Suburbia, Fernsehfilm)
- 2017: Woman on the Run (Fernsehfilm)
- 2017: Megan's Shift (Kurzfilm)
- 2018: Doubting Thomas
- 2018: Counterfeiting in Suburbia (Fernsehfilm)
- 2018: Point Defiance
- 2018: All Light Will End
- 2019: Drowning
- 2020: Looking for Mr. Wonderful
- 2020: Woman on the Edge (Fernsehfilm)